# Der große Eisenbahnraub 1963
Der große Eisenbahnraub 1963, Originaltitel The Great Train Robbery, ist ein 2013 erschienenes zweiteiliges Filmdrama über den großen Postzugraub.

## Handlung

### Teil 1: A Robber’s Tale
Teil 1 erzählt das Geschehen in Form eines Heist-Movie aus der Perspektive der Täter.
Der gut vernetzte Londoner Ganove Bruce Reynolds bekommt nach einem enttäuschenden Fehlschlag über Kontaktleute den Tipp, dass ein Postzug regelmäßig große Bargeldvorräte aus Schottland und weiteren streckennahen Quellen nach London transportiert. Obwohl seiner Bande das Fachwissen für so einen Coup fehlt, gehen sie das Vorhaben an und kaufen nach Bedarf Experten hinzu. Reynolds hat als Gentlemanganove bei seinen Raubüberfällen stets den Ehrgeiz, durch akribische Planung ohne Waffengewalt oder ernsthafte Verletzung von Menschen erfolgreich zu sein, seine Leute sind nur mit stumpfen Schlagwaffen versehen.
Während der Durchführung muss improvisiert werden, doch der Raub gelingt. Die Beute beträgt über 2,7 Millionen Pfund Sterling (was laut Angaben am Ende von Teil 1 des Filmes, etwa 41 Millionen Pfund, im Jahre 2013 entspricht). Bei aller Freude über den Erfolg weiß Reynolds genau, dass er damit das Ding des Jahrhunderts gedreht hat und sich auf gnadenlose Verfolgung gefasst machen muss. Der vorbereitete Schlupfwinkel in einer alten Farm muss vorzeitig und übereilt geräumt werden, die hinzugezogenen Fachleute bekommen ihren Anteil. Ein Partner soll die Farm anschließend vollständig reinigen und abbrennen, was jedoch unterbleibt, sodass den Ermittlern viele Spuren in die Hände fallen. Deshalb beschließt die Kern-Bande am Schluss, sich für immer zu trennen und jeweils mit dem eigenen Anteil durchzuschlagen.

### Teil 2: A Copper’s Tale
Teil 2 erzählt die Ermittlungsarbeiten, mit denen nach vier erfolglosen Tagen der gewiefte Thomas Butler vom Innenminister persönlich beauftragt wird. Der Druck ist hoch, denn der Raubzug wird als Angriff auf den Staat selbst und letztlich die Königin aufgefasst, der die Post gehört. Butler stellt sich ein Team zusammen, dem er äußerste Arbeitsleistung abverlangt, und gönnt sich selbst auch keine Pause. Anhand der in der verlassenen Farm sichergestellten Spuren gelingt ihm eine Festnahme nach der anderen. Die führenden Köpfe werden zu hohen Haftstrafen verurteilt. Nur Reynolds scheint nicht zu fassen zu sein. Um dies abzuschließen, verzichtet Butler sogar auf seine anstehende Pensionierung.
Mehr als fünf Jahre nach der Tat gelingt es, Reynolds in einer Wohnung in Torquay festzunehmen. Er leistet keinen wesentlichen Widerstand. In einem zwanglosen Gespräch eröffnet er Butler, dass einer der Verurteilten unschuldig war – hier wurde eine Spur vom Forensiker gefälscht – und dass die drakonischen Haftstrafen nur dazu führen, dass künftig alle solchen Überfälle mit Schusswaffen und ohne Rücksicht auf Menschenleben durchgeführt würden, wenn eine solche Rücksicht von der Justiz nicht honoriert werde. Reynolds wird zu 25 Jahren Haft verurteilt.

## Produktion und Veröffentlichung
Das Drehbuch von Chris Chibnall beruht auf dem 2010 erschienenen Bestseller Signal Red von Rob Ryan sowie auf Recherchen über den Postraub, die Andrew Cook in seinem Buch The Great Train Robbery. Story from closed investigation files 2013 veröffentlicht hat.
Erstausstrahlung im Vereinigten Königreich war am 18. Dezember 2013.
2014 brachte die BBC eine Kassette mit 2 DVDs in englischer und deutscher Sprache heraus, mit einer Gesamtspielzeit von knapp drei Stunden. Enthalten ist umfangreiches Bonusmaterial mit Interviews und Szenen von den Dreharbeiten.

## Auszeichnungen
Die Serie erhielt Nominierungen für die britischen Broadcast Awards als Best Single Drama, eine BAFTA-Nominierung 2015 als beste Miniserie sowie eine weitere Nominierung als beste Miniserie am Festival de Télévision de Monte-Carlo 2014.

## Kritik
Felicitas Kleiner vom Filmportal Filmdienst bezeichnet die BBC-Serie als einen „fulminanten Zweiteiler“ und schreibt dann: „Dabei beeindrucken die Filme nicht nur als spannend und elegant inszenierte, hervorragend besetzte Heist- bzw. Cop-Thriller mit Sixties-Zeitkolorit, sondern auch als feinfühlige Porträts der jeweiligen Anführer-Figuren […] und der spannungsvollen Dynamiken zwischen ihnen und ihren Gruppen.“
Sam Wollaston, der Filmkritiker des Guardian, schreibt, A Robber’s Tale erforsche großartig die Dynamik einer Gangsterbande.